# Claes Depken (död 1634)
Claes Depken (den äldre), död 24 maj 1634, var en svensk affärsman. Han var son till Simon Depken den äldre och far till Christoffer Depken, Simon Classon Depken och Claes Depken (den yngre).
Claes Depken blev kort efter sekelskiftet 1600 faderns ombud vid Stora Kopparberget och bosatte sig före 1610 i staden. Han verkade även som dennes ombud på andra håll, och var bland annat dennes fullmäktige i Lübeck 1613. Han kvarstod dock som borgare i Västerås, och fick 1618 privilegium på att tillsammans med en annan borgare i staden driva rådhuskällaren i Västerås. Från 1621 arrenderade Claes Depken med borgaren Carl Larsson kungsladugården Västra ladugården utanför Västerås. Från 1627 erhöll han skattefrihet för det av fadern ärvda hemmanet Vedeboda i Lundby socken
Genom giftermål med Elisabeth Christoffersdotter, dotter till Christoffer i Nor (adlad 1621, i senare litteratur kallad Gyllenknoster) vann Claes Depken högt anseende i staden. Efter honom ärvdes 1628 den tidigare Svinhufvudsläkten tillhöriga gården Nor med tillhörande hytta. Genom bergsmän som skuldsatt sig hos Depken lyckades han efterhand förvärva flera fastigheter i Falun, och blev även ägare till en kopparhytta på Falan som kom att uppkallas efter honom. Från 1630 arrenderade han tillsammans med några andra bergsmän Ärlinghundra härad för att därigenom kunna försäkra sig om tillgång på spannmål och motverka de hårt uppdrivna spannmålspriserna i Falun. Omkring 1630 var han kyrkvärd i Falun.